# RJ Cyler
Ronald Cyler II, plus connu sous le pseudonyme de RJ Cyler, est un acteur américain né le 21 mars 1995, il est surtout connu pour son rôle dans This Is Not a Love Story.

## Biographie
Cyler a grandi en Floride. Il est le fils de Katina une cuisinière, et Ronald Cyler, un chauffeur de camion.
En 2013, il est apparu dans un court-métrage nommé Second Chance dans lequel il joue le rôle de RJ. Mais c'est en 2015 qu'il se fait connaître du public grâce à son rôle dans This Is Not a Love Story aux côtés de Thomas Mann et Olivia Cooke. Le film a été réalisé par Alfonso Gomez-Rejon et sa première a eu lieu au Festival du film de Sundance le 25 janvier 2015 ou le film fait fort impression. En 2016 Cyler apparaîtra dans la mini-série d'HBO, Vice Principals , aux cotée de Danny McBride.
Le 23 octobre 2015, il a été confirmé qu'il jouerait le rôle de Billy Cranston / le Ranger Bleu dans la nouvelle adaptation cinématographique des Powers Rangers,.
Entre 2018 à 2019, il joue le rôle de Todd Green dans 5 épisodes de la série à succès Black Lightning.
En 2019, il est à l'affiche de deux films à succès Sierra Burgess Is a Loser et Undercover : Une histoire vraie.

## Filmographie

### Cinéma
- 2013 : Second Chance : RJ
- 2015 : This Is Not a Love Story d'Alfonso Gomez-Rejon : Earl
- 2017 : Power Rangers de Dean Israelite :  William "Billy" Cranston / Ranger bleu
- 2017 : War Machine de David Michôd : Andy Moon
- 2018 : Sierra Burgess Is a Loser de Ian Samuels : Dan
- 2019 : Undercover : Une histoire vraie (White Boy Rick) de Yann Demange : Rudell Curry
- 2021 : The Harder They Fall de Jeymes Samuel : James Beckwourth
- 2024 : The Book of Clarence de Jeymes Samuel
- 2025 : One Spoon of Chocolate de RZA

### Télévision
- 2016 : Vice Principals  : Luke Brown
- 2017 - 2018 : I'm Dying Up There : Adam Proteau
- 2018 - 2019 : Black Lightning : Todd Green
- 2019 : Scream: Resurrection : Deion Elliot